# 四极管
四极管是有四個電極的真空管，可分为束射四极管，直热四极管和多子四极管等类别。四极管含有两个栅极，一个称为控制栅极，与三极管中的栅极功能一样，另一个称为帘栅，用于减少控制栅极和金属板间的电容。

## 束射四极管

### 特点
1. 阴极为椭圆形，增加了阴极的有效发射面积，因此增加了热电子的发射量。
2. 在控制栅极和阳极之间加有帘栅极。
3. 在帘栅极和和阳极之间加了一对集束屏。（用于迫使已经越过帘栅极的电子流只能沿弓型金属板的开口方向成束状射向阳极）[2]

## 直热四极管
直热四极管将阴极与灯丝复合在一起，多用直流电灯，因为用交流电灯会造成很大的交流声。此类管子一般是电池管，即用于以前的电池式便携收音机，用电池电灯和提供高压，考虑到电子管的能耗，这种管子的灯丝（阴极）一般做有中心抽头。

## 多子四极管
多子四极管是二、三极管混合应用的产物。